# Bovina (Texas)
Bovina es una ciudad ubicada en el condado de Parmer en el estado estadounidense de Texas. En el Censo de 2010 tenía una población de 1.868 habitantes y una densidad poblacional de 612,26 personas por km².

## Geografía
Bovina se encuentra ubicada en las coordenadas 34°30′56″N 102°53′5″O / 34.51556, -102.88472. Según la Oficina del Censo de los Estados Unidos, Bovina tiene una superficie total de 3.05 km², de la cual 3.05 km² corresponden a tierra firme y (0%) 0 km² es agua.

## Demografía
Según el censo de 2010, había 1.868 personas residiendo en Bovina. La densidad de población era de 612,26 hab./km². De los 1.868 habitantes, Bovina estaba compuesto por el 76.07% blancos, el 0.96% eran afroamericanos, el 1.18% eran amerindios, el 0.21% eran asiáticos, el 0.05% eran isleños del Pacífico, el 19.59% eran de otras razas y el 1.93% pertenecían a dos o más razas. Del total de la población el 82.28% eran hispanos o latinos de cualquier raza.